# 蔡宸恩
蔡宸恩（16世紀—1656年），字祚眷，號起震，浙江台州府臨海縣人，明朝、南明、清朝政治人物。

## 生平
萬曆四十六年（1618年），蔡宸恩舉人戊午科浙江鄉試，崇禎元年（1628年）成進士，授寧國府推官，任內正直無私，推薦名士；因不逢迎而降調玉田知縣，於當地革除虛耗，謝絕饋贈。不久得推舉遷任都水主事，擢官屯田員外郎、郎中；遇上火藥局火災，同僚遭處死，他則以清望只判罷官。
弘光時，蔡宸恩和徐葆初、朱日爃、賈必選、陳文顯、文伯達、吳憲湯、姜紹書、包壯行、史延曇、顏俊彥、胡其枝、汪挺、余長弘、沈璇卿、周必強、鄭俠如、徐弘道共同在工部任職，很快辭官歸鄉。清朝浙江巡撫蕭起元薦用他，在順治十二年（1655年）補任順天府司理，處理京城繁雜，公正無私，寫下「冰心鐵靣」四字在門前，謝絕請託。次年大計致仕，回鄉不過一年去世。兒子蔡嗣芳在永曆年間擔任瓊州知府，入清出任市舶司提舉，有清廉能幹的聲譽。

## 家族
祖父蔡雲程，刑部尚書。